# Paranomus reflexus
Paranomus reflexus là một loài thực vật có hoa trong họ Quắn hoa. Loài này được N.E. Br. miêu tả khoa học đầu tiên.